# Prințul spinilor
Prințul spinilor (2011) (titlu original Prince of Thorns) este un roman fantasy al scriitorului Mark Lawrence. Reprezentând debutul său editorial, cartea este primul volum al seriei Imperiul fărâmițat. Finalist al premiilor David Gemmell Morningstar și Prix Imaginale, romanul a fost tradus în 20 de limbi.

## Intriga
Scăpat cu viață dintr-un atentat în urma căruia au murit mama și fratele său, prințul Jorg Ancrath jură să se răzbune pe făptaș. Acesta este contele Renar, unul dintre numeroșii conducători care au răsărit pe ruinele fostului Imperiu și care îi contestă tatălui lui Jorg dreptul de a reuni regatele. Salvat și readus acasă, tânărul - de fapt, un copil de doar 10 ani - eliberează o serie de deținuți periculoși și pleacă alături de ei să colinde lumea. Regele îl trimite în căutarea sa pe căpitanul gărzilor, Makin.
În cei patru ani care urmează, Makin străbate regatele pentru a da de Jorg. Când îl găsește, descoperă un luptător fără scrupule care a reușit să-și impună rolul de conducător asupra deținuților eliberați, mult mai vârstnici și mai duri ca el. În acest demers a fost ajutat atât în mare măsură de Nubanez - un negru puternic și înțelept, salvat de la tortură. Makin se alătură mici armate, a cărei misiune este cea de a prăda regiunile stăpânite de opozanții regelui Ancrath și de înlăturare a moștenitorilor acestora. Odată cu împlinirea vârstei de 15 ani, Jorg decide să revină la castelul tatălui său și să-și ceară titlul de moștenitor.
Între timp, tatăl său s-a recăsătorit și acum așteaptă un fiu. Sfătuit de Sageous - un vrăjitor păgân - el încearcă să scape de pretențiile lui Jorg, trimițându-l pe acesta într-o misiune sinucigașă: cucerirea inexpugnabilului Castel Roșu și îndepărtarea amenințării lui Gelleth. Pentru aceasta, regele îi dă o armată neînsemnată, pe care tânărul o adaugă răufăcătorilor conduși de el. Studiind textele vechi, el află că sub muntele pe care e construit castelul se află îngropată o armă teribilă a Constructorilor, vechii stăpâni ai Pământului. După ce înfruntă necromanții ascunși în peșteri și câștigă sprijinul mutanților de la poalele muntelui, Jorg reușește să activeze arma - o încărcătură radioactivă care declanșează o explozie atomică. Castelul Roșu este pulverizat, iar Jorg revine acasă cu misiunea îndeplinită. Însă tatăl său nu este dispus să-l recunoască pe post de pretendent la tron și-l înjunghie. Aflat la granița dintre viață și moarte, Jorg întâlnește spiritele puternice care conduc lumea din sfere nevăzute. Cu sprijinul unuia dintre ele, el revine la viață și decide să-și clădească propriul regat, de unde să înceapă cucerirea Imperiului Fărâmițat. El își duce în sfârșit la îndeplinire răzbunarea împotriva contelui Renar și se proclamă rege pe domeniul acestuia.

## Personaje
- Honorous Jorg Ancrath - prinț, moștenitorul Casei Ancrath, plecat de acasă pentru a deprinde arta războiului și a-și răzbuna mama și fratele
- Regele Casei Ancrath
- Makin Bortha - căpitanul gărzilor Casei Ancrath, trimis în căutarea lui Jorg, sfârșește prin a se alătura armatei acestuia
- Nubanezul, Rike, Maical, Burlow Grasul, Row și Elban - frați de arme ai lui Jorg și Makin
- Părintele Gomst - preot al Casei Ancrath, trimis și el în căutarea lui Jorg
- Lundist - tutorele lui Jorg pe vremea când acesta trăia la castelul tatălui său
- Sageous - vrăjitor care devine sfetnicul regelui Ancrath după plecarea lui Jorg
- Katherine Ap Scorron - prințesă, sora noii regine a Casei Ancrath și, astfel, mătușă a lui Jorg
- Sir Galen - căpitanul gărzilor Casei Ancrath după plecarea lui Makin
- Coddin - căpitan în armata Casei Ancrath, pus la conducerea Regimentului Pădurii de către Jorg
- Gorgoth - mutant, conducătorul lumii de sub muntele Honas
- Jane - oracol aflat în slujba lui Gorgoth
- Gog - mutant din rasa lui Gorgoth
- Chella - necromantă din muntele Honas
- Contele Renar - adversar al Casei Ancrath, care a pus la cale asasinatul mamei și fratelui și Jorg
- Corion - vrăjitor, sfetnic al contelui Renar

## Opinii critice
„Romanul de debut al lui Mark Lawrence relatează o poveste despre sânge și trădare, magie și frăție și prezintă un tablou convingător și brutal, uneori chiar frumos, al unui băiat aflat într-o călătorie spre maturizare și tron”, este prezentarea făcută de Goodreads. Booklist descrie cartea ca fiind „tulburătoare, minunată, haotică, poetică, obsedantă, antrenantă”, iar scriitoarea Robin Hobb consideră că „sumbru și implacabil, volumul Prințul Spinilor vă va atrage în mrejele sale și vă va înhăța cu totul”. Thomas M. Wagner apreciază că romanul „nu atinge nivelul emoțional necesar pentru a deveni o carte care prinde cititorul”. Deși nici ea nu a fost încântată de volum, în primul rând din cauza lipsei portretizărilor feminine, Liz Bourke de la Tor.com este totuși de părere că aceasta este o carte perfectă pentru cei cărora le plac „romanele sumbre, fioroase despre sociopați cu sânge rece fără principii care-și ating visurile criminale”. 